# هوارد س. براتون
هوارد س. براتون (بالإنجليزية: Howard C. Bratton)‏ هو محامي وقاضي أمريكي، ولد في 4 فبراير 1922 في كلوفيس في الولايات المتحدة، وتوفي في 5 مايو 2002 في ألباكركي في الولايات المتحدة.